# Mankato (Minnesota)
Mankato és una població dels Estats Units a l'estat de Minnesota. Segons el cens del 2009 tenia 36.500 habitants.

## Demografia
Segons el cens del 2000, Mankato tenia 32.427 habitants, 12.367 habitatges, i 6.059 famílies. La densitat de població era de 823,2 habitants per km².
Dels 12.367 habitatges en un 23,6% hi vivien nens de menys de 18 anys, en un 36,7% hi vivien parelles casades, en un 8,8% dones solteres, i en un 51% no eren unitats familiars. En el 32,2% dels habitatges hi vivien persones soles el 9,9% de les quals corresponia a persones de 65 anys o més que vivien soles. El nombre mitjà de persones vivint en cada habitatge era de 2,31 i el nombre mitjà de persones que vivien en cada família era de 2,9.
Per edats la població es repartia de la següent manera: un 16,9% tenia menys de 18 anys, un 32,5% entre 18 i 24, un 23,9% entre 25 i 44, un 15,4% de 45 a 60 i un 11,3% 65 anys o més.
L'edat mediana era de 25 anys. Per cada 100 dones de 18 o més anys hi havia 95,5 homes.
La renda mediana per habitatge era de 33.956$ i la renda mediana per família de 47.297$. Els homes tenien una renda mediana de 30.889$ mentre que les dones 22.081$. La renda per capita de la població era de 17.652$. Entorn del 8,5% de les famílies i el 19% de la població estaven per davall del llindar de pobresa.

## Poblacions més properes
El següent diagrama mostra les poblacions més properes.